# Otepää

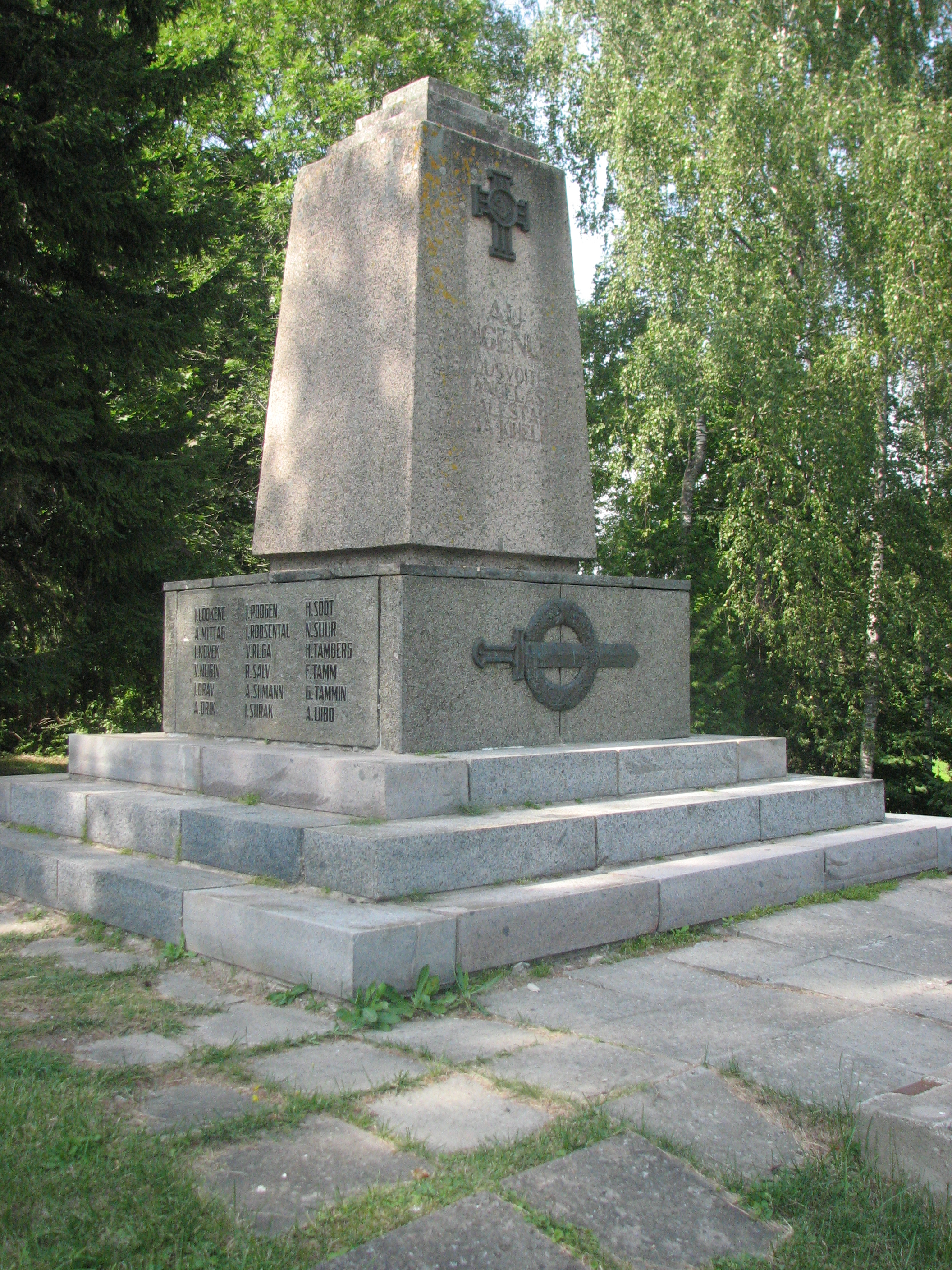
Monumento a los caídos en la Guerra de independencia.

Otepää, (en alemán Odenpäh) es una ciudad del sur de Estonia, perteneciente al condado de Valga.
Otepää es conocida como la capital de invierno de Estonia (en contraposición con Pärnu, que es la capital de verano), ya que en Otepää se celebran anualmente algunas de las pruebas de la copa del mundo de esquí de fondo.

## Geografía
La ciudad forma parte del municipio rural de Otepää, en estonio Otepää vald, del que es capital administrativa.
Otepää se encuentra enclavada dentro del parque natural de Otepää, en la zona montañosa del mismo nombre y la rodea gran cantidad de lagos, entre ellos se encuentran al suroeste el lago Püha y al este el lago Pilkuse.

## Historia
La zona se encuentra habitada desde al menos el VI milenio a. C., ya que de esta época datan los hallazgos más antiguos de actividad humana localizados en la colina de Otepää.
La primera mención documental que hace referencia a Otepää data del 1116, año en el que se construyó una fortaleza en forma de cabeza de oso en la colina. A los pies de este castillo surgió la población de Otepää, que se convirtió en el segundo centro fortificado del antiguo condado de Ugandi, después de Tartu.
En 1208 el castillo fue asediado, incendiado y tomado por los caballeros de la orden de Livonia, junto con sus aliados letones y livonios. En 1217, los estonios en alianza con los rusos recuperaron la plaza, para finalmente ser de nuevo ocupada por los germanos en 1224, convirtiendo Otepää en el centro del episcopado de Tartu, y erigiendo un nuevo castillo sobre las ruinas del antiguo.
Tras los alemanes las potencias que iban surgiendo en cada época, Dinamarca, Suecia, se fueron sucediendo en la ocupación de la zona. La Gran guerra del norte también devastó la zona, al igual que la conquista rusa en 1702.
En 1841 estalla una revuelta conocida como  la Guerra de Pühajärve a consecuencia del descontento de los campesinos. 
La ciudad de Otepää es un referente dentro del movimiento nacional estonio ya que fue aquí donde en 1884 la Sociedad Estudiantes ondeó por primera vez los colores de la bandera nacional de Estonia, el azul, negro y blanco. Además de aquí fueron durante algún tiempo pastores personajes tan relevantes pera el nacionalismo estonio como Adrian Virginius o Jakob Hurt, escritor del primer libro en lengua estonia y recopilador del folclore tradicional de Estonia respectivamente.
En 1929 se celebró en Otepää, por primera vez, el campeonato estonio de esquí de fondo. Las primeras competiciones de esquí de toda la Unión Soviética tuvieron lugar también en Otepää, en 1958.
El 1 de abril de 1936 le fueron dados a Otepää los derechos de ciudad.
Durante la Segunda Guerra Mundial Otepää fue arrasada a causa de los combates que se produjeron en la ciudad en agosto de 1944 entre el ejército soviético y el alemán.
En 1957 se inauguró un Teatro Popular, del cual fue director Kalju Ruuven hasta su muerte en 1996 y en 1972 se abrió una escuela de esquí.
Otepää tiene una larga tradición en materia de educación ya que fue aquí donde se abrió en 1686 la primera escuela pública. Durante el periodo que Jakob Hurt ejerció como pastor en Otepää entre 1872 y 1880, se produjo una mejora significativa en el nivel de educación y situación económica de los colegios. Mientras trabajaba en Otepää, Jakob Hurt encabezó tanto la Sociedad Literaria de Estonia como el Comité General para la fundación de la Escuela estonia Aleksander. 
En 1906 se fundó la Sociedad de la Educación de Otepää, que logró al año siguiente abrir un centro donde se utilizaba el estonio como lengua de instrucción, siendo la tercera escuela que utilizaba el estonio en el país después de Tartu y Pärnu, pero la primera en hacerlo en un área rural. 

## Demografía
| Evolución de la población en la ciudad de Otepää | Evolución de la población en la ciudad de Otepää | Evolución de la población en la ciudad de Otepää | Evolución de la población en la ciudad de Otepää | Evolución de la población en la ciudad de Otepää | Evolución de la población en la ciudad de Otepää | Evolución de la población en la ciudad de Otepää | Evolución de la población en la ciudad de Otepää | Evolución de la población en la ciudad de Otepää | Evolución de la población en la ciudad de Otepää | Evolución de la población en la ciudad de Otepää |
| Año                                              | 1922                                             | 1934                                             | 1941                                             | 1959                                             | 1970                                             | 1979                                             | 1989                                             | 2000                                             | 2003                                             | 2006                                             |
| ------------------------------------------------ | ------------------------------------------------ | ------------------------------------------------ | ------------------------------------------------ | ------------------------------------------------ | ------------------------------------------------ | ------------------------------------------------ | ------------------------------------------------ | ------------------------------------------------ | ------------------------------------------------ | ------------------------------------------------ |
| Población                                        | 1.777                                            | 2.015                                            | 2.445                                            | 2.158                                            | 2.424                                            | 2.289                                            | 2.424                                            | 2.282                                            | 2.178                                            | 2.123                                            |

## Lugares de interés

### Castillo de Otepää
El Castillo de Otepää, se erigió sobre una escarpada colina, que se rodeó de un foso de agua, lo que hizo de esta fortaleza una de las más seguras de Estonia, convirtiendo al castillo y a la población que se desarrolló a sus pies en la segunda plaza fuerte del condado de Ugandi, después de la capital Tartu.
El castillo del cual se conservan hoy sus ruinas, data de 1224, ya que el anterior construido con madera no resistió el periodo de luchas que desataron los cruzados germanos al conquistar la zona.
El edificio de estilo gótico se construyó utilizando ladrillo y sobre todo granito, siendo la primera fortificación en ser construida en piedra de toda Estonia. 
El castillo fue destruido con toda seguridad en 1396, durante las luchas en las que se ensalzaron los caballeros de la Orden y el obispado.

### Museo de la bandera estonia

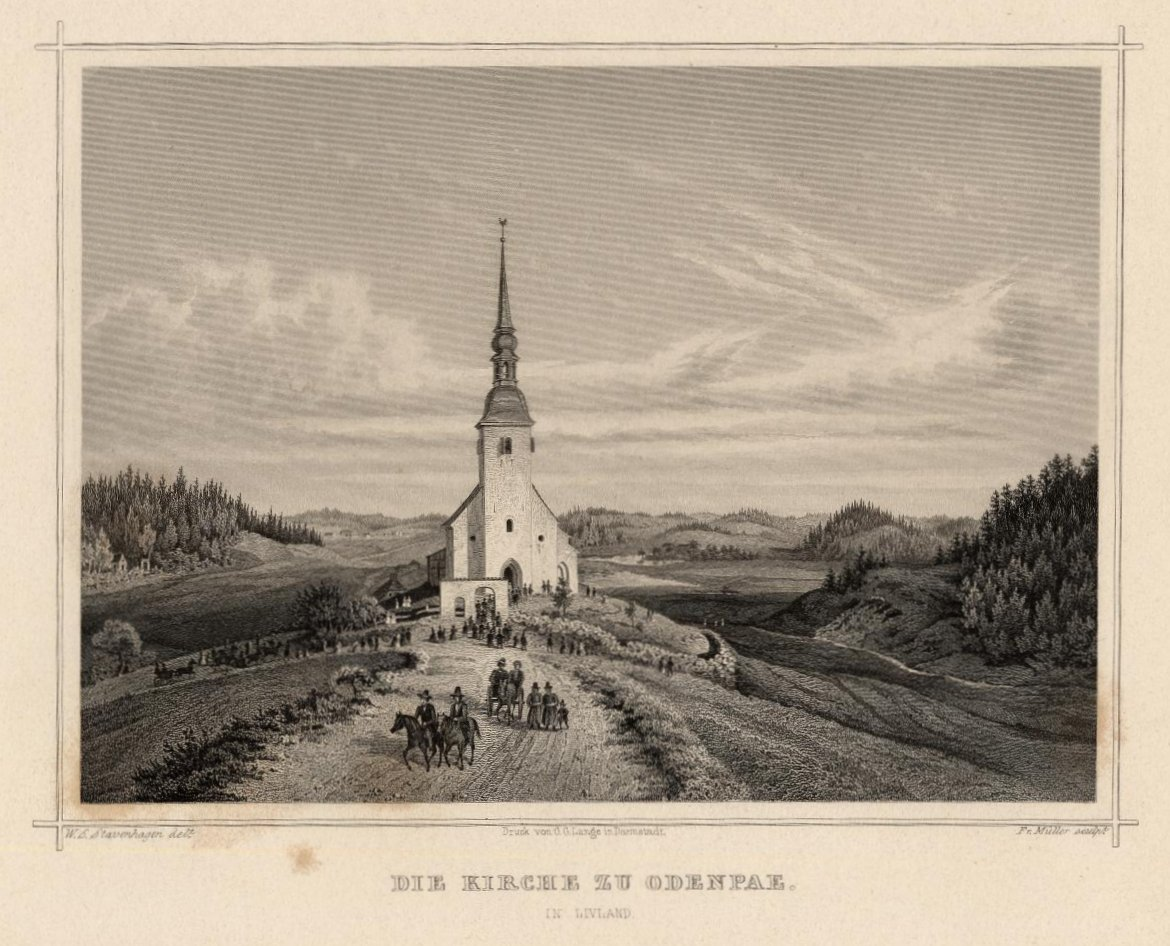
Iglesia de Otepää (1866).

El museo fue inaugurado el 23 de diciembre de 1996 y se encuentra situado dentro del edificio de la iglesia de Otepää. El 4 de junio de 1884 fue aquí donde los miembros de la asociación de estudiantes estonios enarbolaron por primera vez los colores de la bandera nacional de Estonia, la misma que en 1922 se convirtió en la bandera de la república independiente de Estonia.
El edificio originalmente construido en 1671, sufrió en 1850 una importante renovación. El tejado de la torre de la iglesia, que fue finalizado en 1860 es de estilo neobarroco. En 1890, se comenzó la reconstrucción de la iglesia, transformándola en el templo que se puede ver hoy, de estilo neogótico. Se dividió en tres la nave del edificio, y se añadieron elementos góticos siguiendo el estilo inglés. Posee un órgano del año 1853.
Al lado de la iglesia se erigió sobre una pequeña colina un monumento dedicado a las víctimas de la guerra de independencia durante la Primera República independiente, siendo destruido durante la ocupación soviética, se volvió a reponer en 1989.
Además la ciudad alberga el museo local de Otepää, que fue inaugurado en el año 1992, y que alberga una exposición sobre la historia y naturaleza del municipio.

## Deportes
Durante el invierno Otepää es el centro del deporte en Estonia, existen múltiples posibilidades para practicar deportes como, el esquí de fondo, el salto en esquí o el patinaje sobre hielo. Kristina Šmigun, la esquiadora de fondo poseedora de dos medallas de oro olímpicas, entrena y vive en Otepää. 